# Omar Effendi
Omar Effendi is een warenhuisketen in Egypte die in 1856 werd opgericht door Leon Orosdi en Hermann Back als Orosdi-Back. De keten heeft 82 vestigingen in heel Egypte en is eigendom van de Holding Company for Tourism, Hotels and Trade, een tak van het Ministerie van Publieke Zaken.

## Geschiedenis
In 1855 richtten de Oostenrijks-Hongaarse joden Leo Orosdi, Philippe Orosdi, Hermann Back en Joseph Back het bedrijf Orosdi-Back op in Constantinopel (nu Istanbul). In 1856 werd de vestiging in Caïro geopend.
Het hoofdkantoor van het bedrijf werd in 1888 verplaatst van Istanbul naar Parijs, Frankrijk. In 1888 had de keten nog twee andere winkels in Egypte: in Alexandrië en Tanta. Daarnaast waren er winkels in Bulgarije (Philippopoli), Griekenland (Thessaloniki), Roemenië (Boekarest), Tunesië (Tunis) en Turkije (Izmir - gesloten in 1934). 
Later had het bedrijf ook nog twee andere winkels in Tunesië (Bizerte en Sfax), daarnaast had de onderneming winkels in Irak (Bagdad), Libanon (Beiroet) en Syrië (Aleppo).
Van 1905 tot 1906 werd op de hoek van de Abdel Aziz Street en Roushdy Basha in het centrum van Caïro een vlaggenschipwinkel gebouwd. Het zes verdiepingen tellende gebouw in rococostijl werd ontworpen door de Franse architect Raoul Brandon. De keten werd in 1921 gekocht door een Joodse Egyptische handelaar en hernoemd van Orosdi-Back naar Omar Effendi. 
De winkel in Istanbul werd in 1943 verkocht aan Sümerbank.
Onder Gamal Abdel Nasser werd het bedrijf in 1957 genationaliseerd. Later in 1967 werd het bedrijf een naamloze vennootschap, aangesloten bij de Holding Company for Trade.
In 2004 werden de takken van Omar Effendi aan de private sector overgedragen om volledig deel te nemen aan het beheer van sommige takken, zoals de Fayoum-tak ten gunste van de Oriental Weavers Company, de Workers' University-tak ten Gunste van de "Ceramics and Chinese Company", de 26 juli-tak voor het "Egyptian Center for Engineering and Trade" en de Tharwat-tak ten gunstig van "Misr Italia Company for Ready-made Garments".
In 2006 werd een belang van 90% in het bedrijf verkocht aan Anwal, een bedrijf gevestigd in Saoedi-Arabië, voor 589,5 miljoen Egyptische ponden. De overheid behield een belang van 10% in de keten. Later, in 2010, verkochten ze een belang van 85% in het bedrijf voor 320 miljoen Egyptische ponden aan Arabiyya Lel Estithmaraat, een Egyptisch investeringsbedrijf. De Egyptische overheid bezat destijds 10% van het bedrijf en de Wereldbank 5%. In 2011 draaide de Egyptische administratieve rechtbank de verkoop aan Anwal in 2006 echter terug en werd de keten opnieuw staatseigendom. 

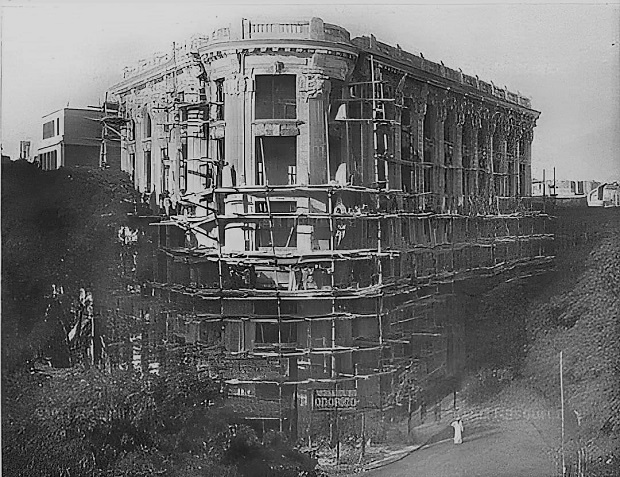
De vlaggenschipwinkel tijdens de bouw

In 2021 ging het bedrijf een partnerschap aan met de Majid Al Futtaim Group om 14 Carrefour-winkels te openen binnen de vestigingen van Omar Effendi. 

## Fotogalerij

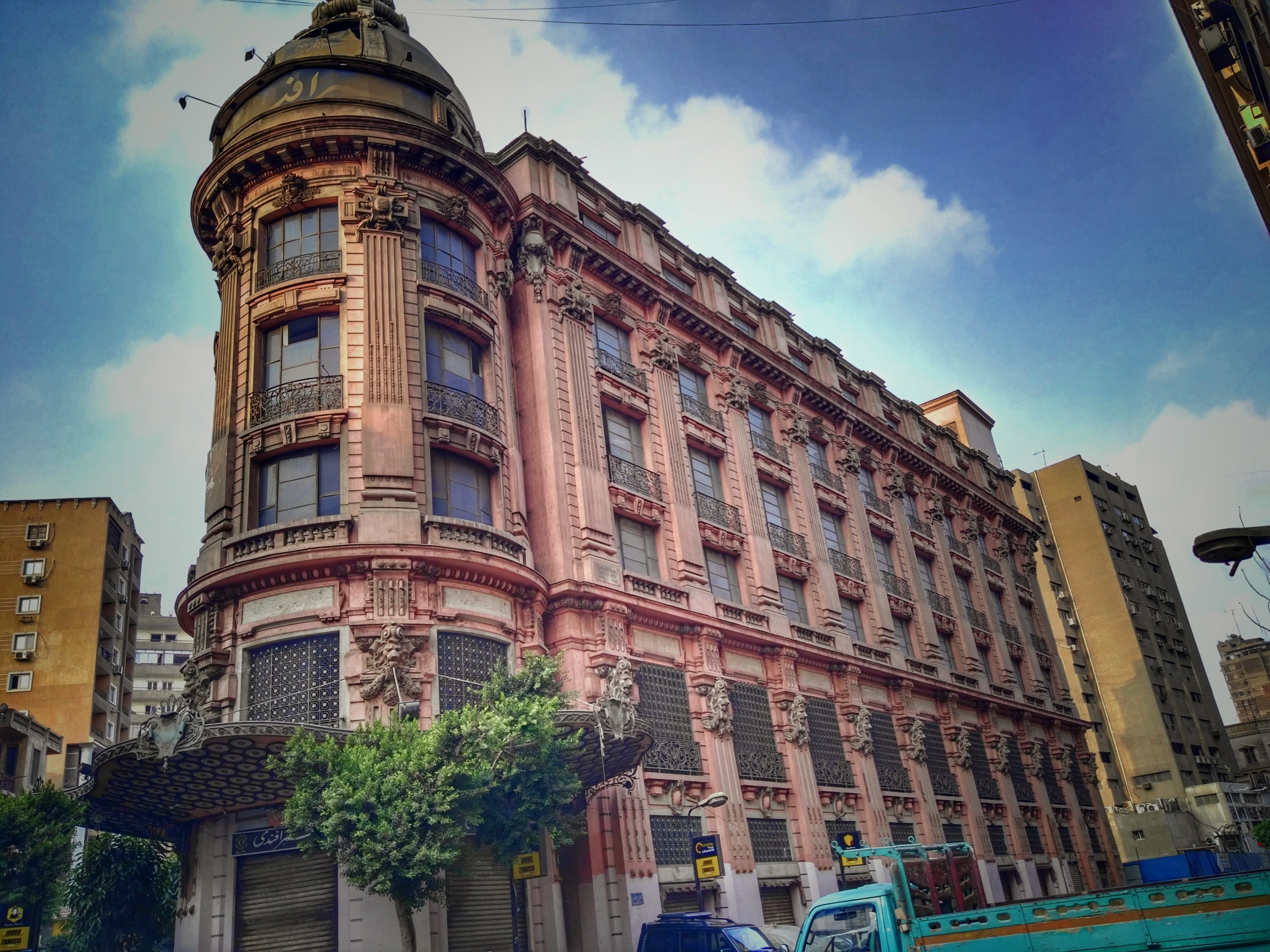
Hoofdkantoor in Caïro
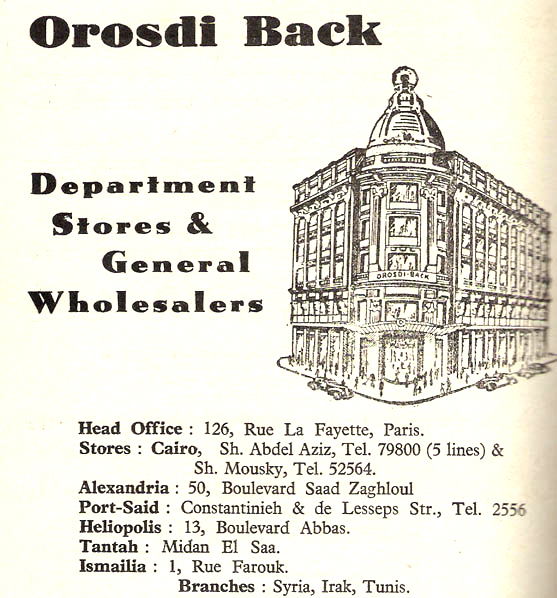
Orosdi Back-advertentie
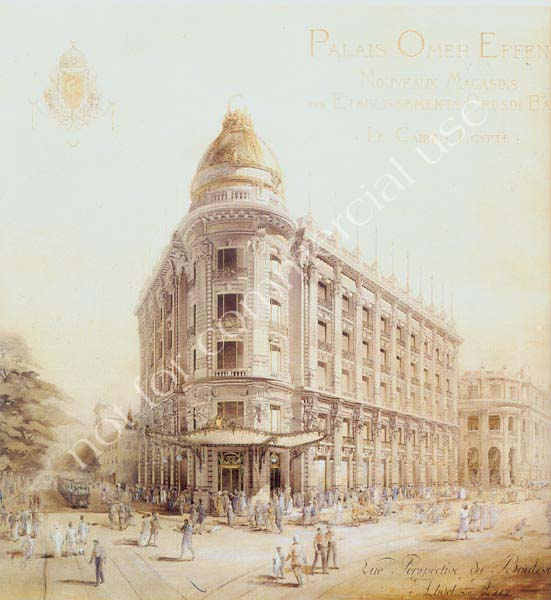
Hoofdkantoor in Orosdi Back Cairo in 1876
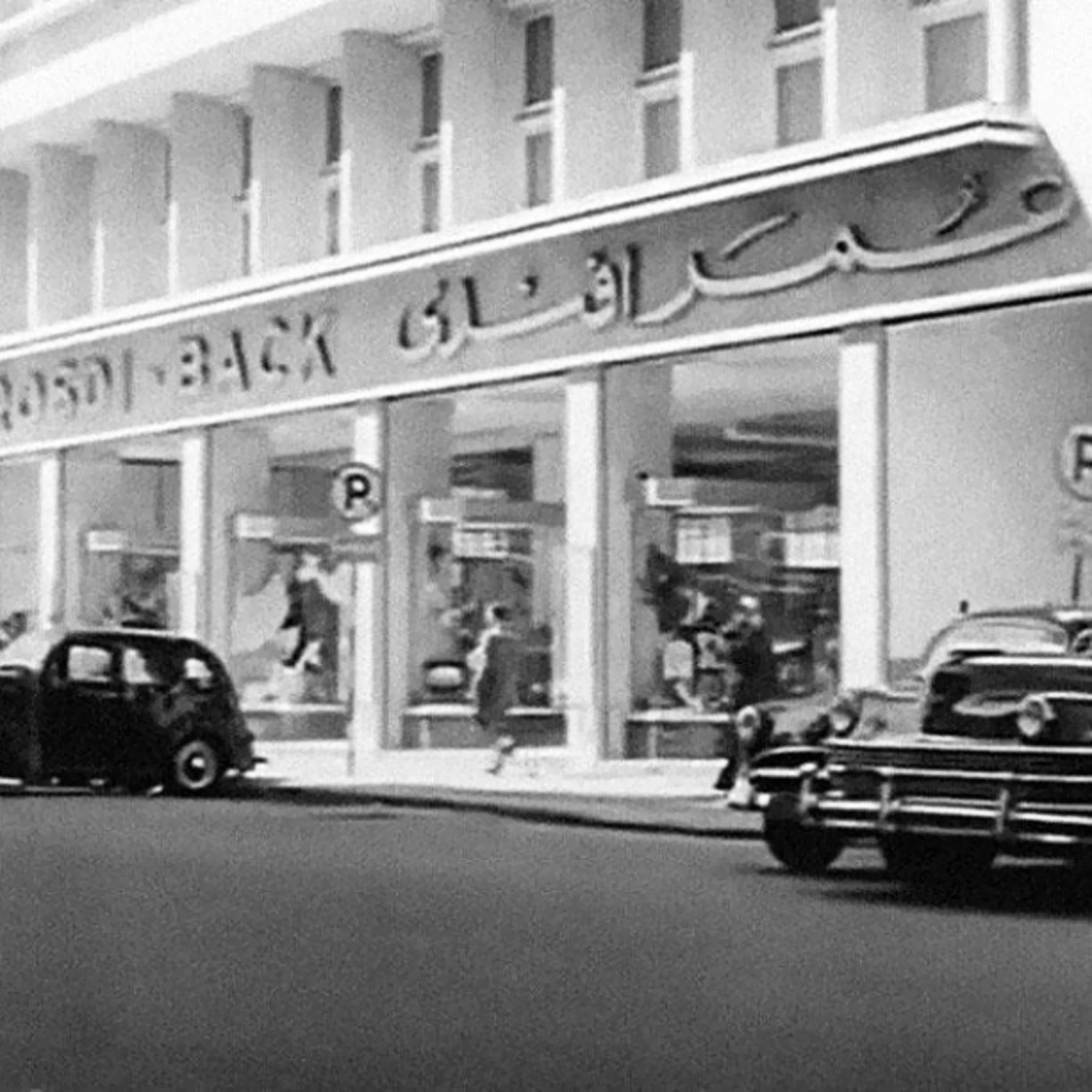
Een vestiging in Caïro in 1940
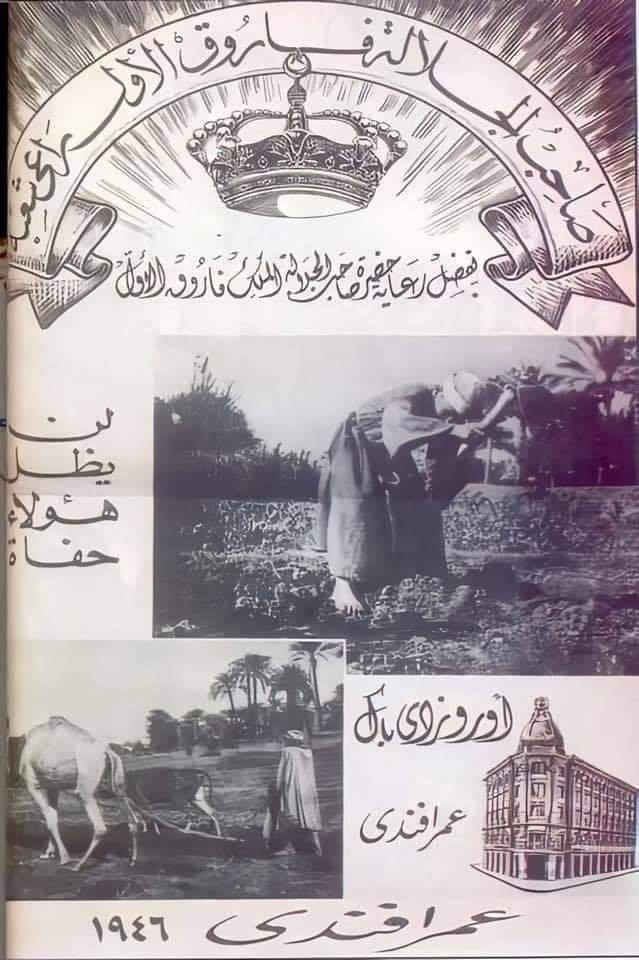
Omar Effendi adverteert in 1946
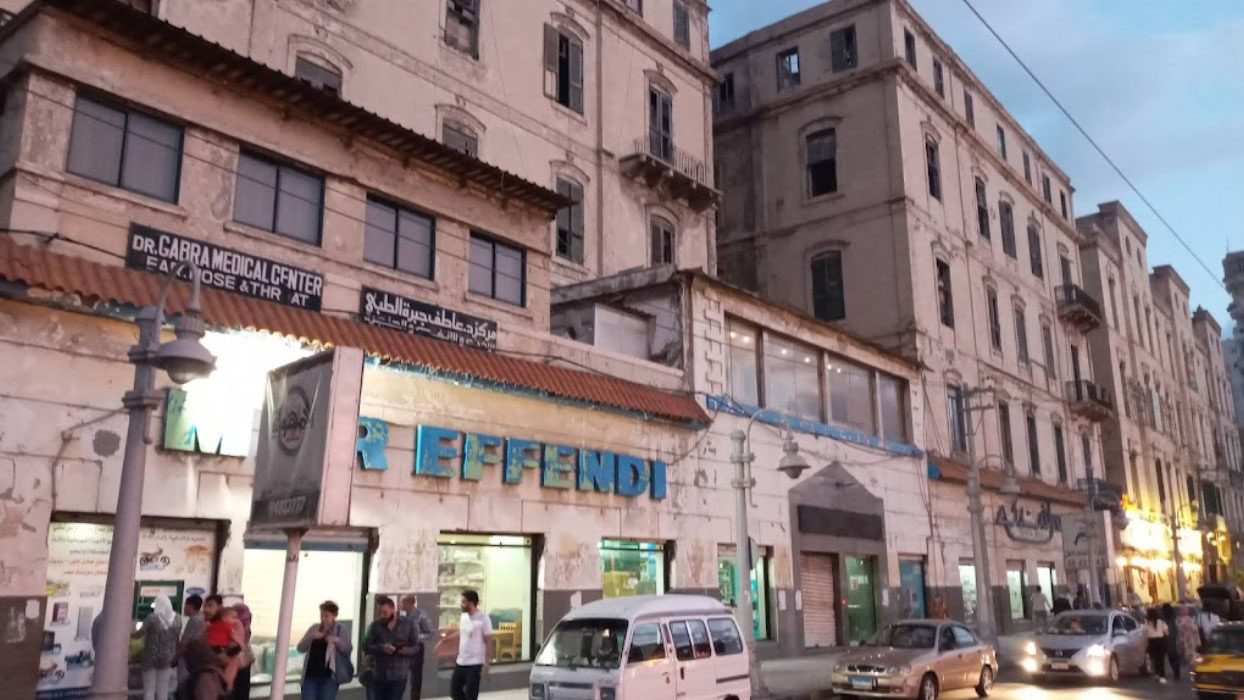
Raml Station-filiaal in Alexandrië
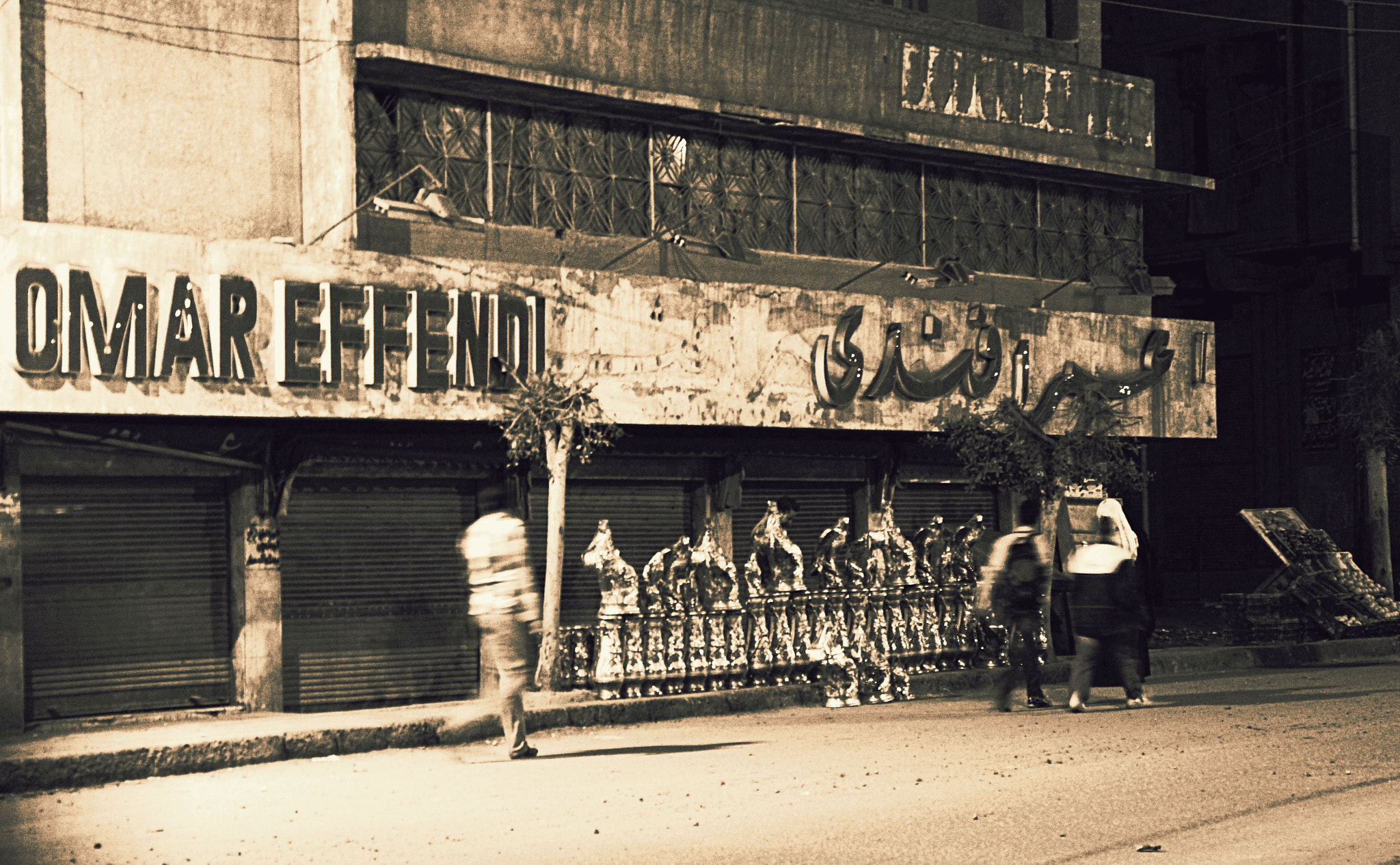
Een vestiging in Mansoura
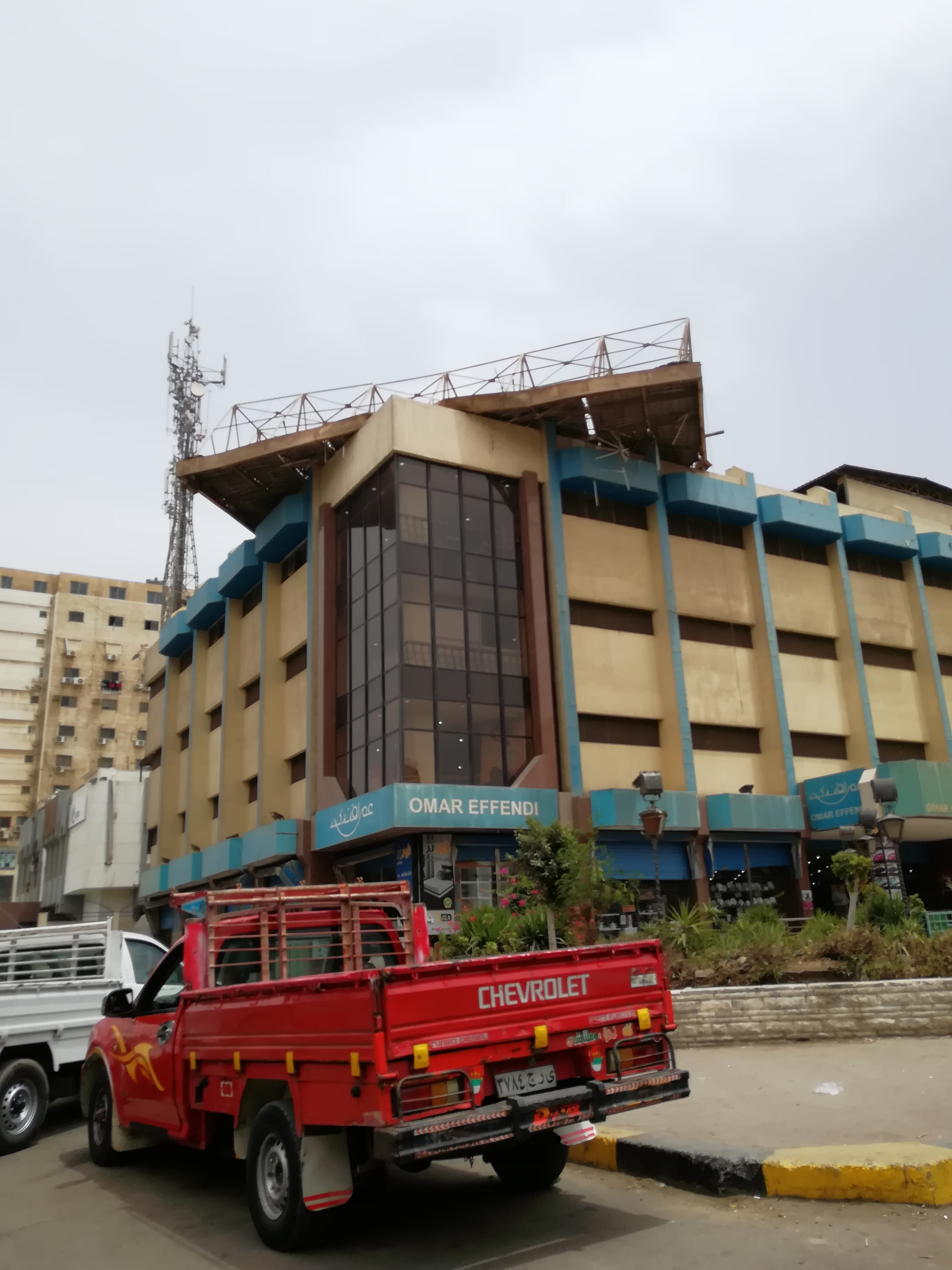
Makram Ebeid-filiaal in Caïro
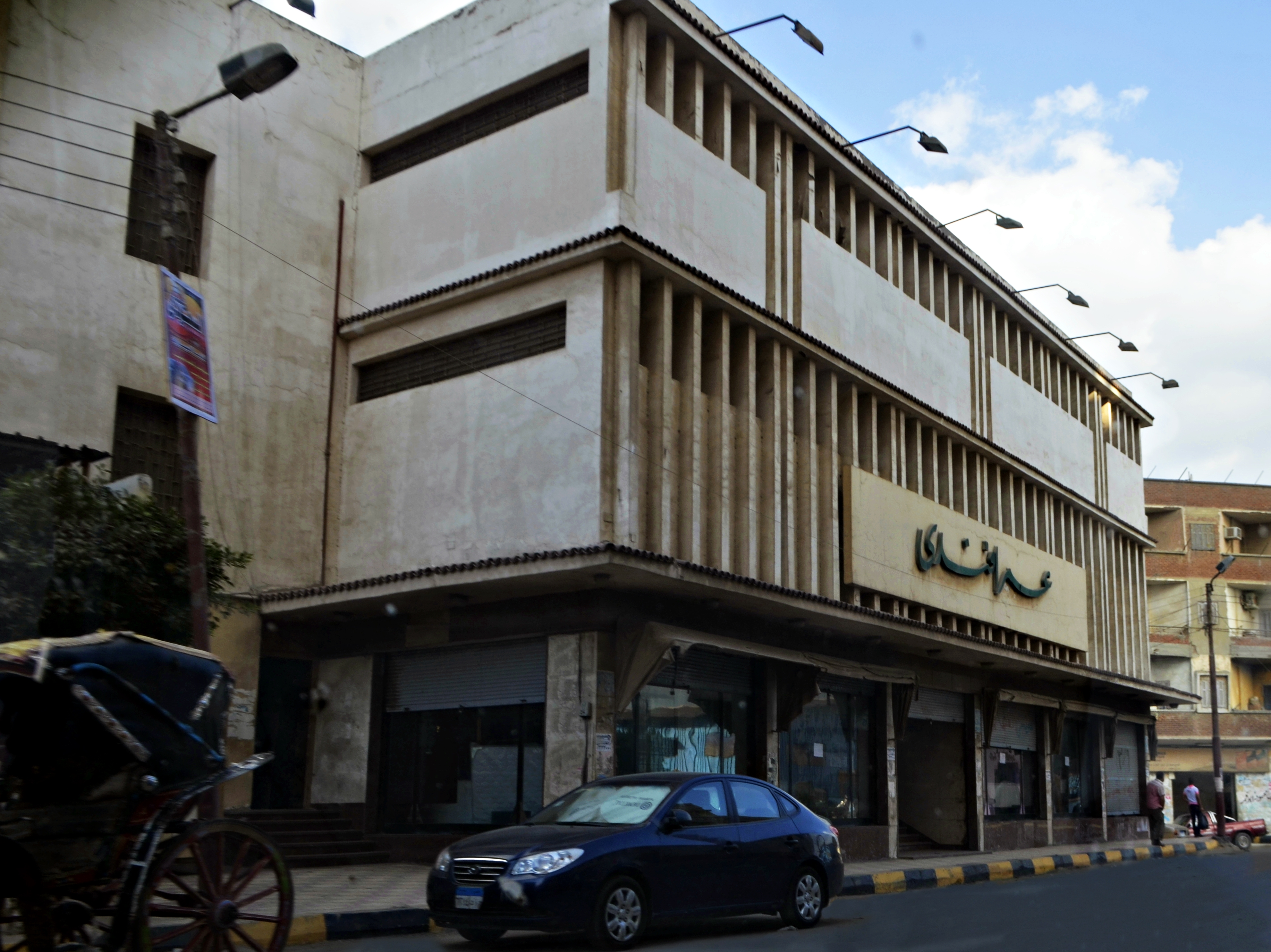
Een filiaal in Desouk